# Mistrzostwa Polski juniorów w piłce wodnej
Mistrzostwa Polski juniorów w piłce wodnej mężczyzn – prowadzone cyklicznie – corocznie lub cosezonowo – rozgrywki, mające na celu wyłonienie najlepszej męskiej drużyny juniorów piłki wodnej w Polsce.

## Mistrzowie Polski juniorów[1]
| sezon | Mistrz Polski                         |
| ----- | ------------------------------------- |
| 1968  | GKS Arkonia Szczecin                  |
| 1969  | KS Anilana Łódź                       |
| 1970  | KS Polonia Bytom                      |
| 1971  | KS Polonia Bytom                      |
| 1972  | KS Anilana Łódź                       |
| 1973  | ZKS Stilon Gorzów Wlkp.               |
| 1974  | ZKS Stilon Gorzów Wlkp.               |
| 1975  | ZKS Stilon Gorzów Wlkp.               |
| 1976  | ZKS Stilon Gorzów Wlkp.               |
| 1977  | ZKS Stilon Gorzów Wlkp.               |
| 1978  | GKS Arkonia Szczecin                  |
| 1979  | GKS Arkonia Szczecin                  |
| 1980  | GKS Arkonia Szczecin                  |
| 1981  | ZKS Stilon Gorzów Wlkp.               |
| 1982  | ZKS Stilon Gorzów Wlkp.               |
| 1983  | ZKS Stilon Gorzów Wlkp.               |
| 1984  | ZKS Stilon Gorzów Wlkp.               |
| 1985  | KSZO Ostrowiec Św.                    |
| 1986  | KSZO Ostrowiec Św.                    |
| 1987  | KS Anilana Łódź                       |
| 1988  | KS Anilana Łódź                       |
| 1989  | KS Anilana Łódź                       |
| 1990  | KS Anilana Łódź                       |
| 1991  |                                       |
| 1992  |                                       |
| 1993  | KSZO Ostrowiec Św.                    |
| 1994  | KSZO Ostrowiec Św.                    |
| 1995  | ZKS Stilon Gorzów Wlkp.               |
| 1996  | ZKS Stilon Gorzów Wlkp.               |
| 1997  | MKP Gorzów Wlkp.                      |
| 1998  | MKP Gorzów Wlkp.                      |
| 1999  | MKP Gorzów Wlkp.                      |
| 2000  | MKP Gorzów Wlkp.                      |
| 2001  | MKP Gorzów Wlkp.                      |
| 2002  | MKP Gorzów Wlkp.                      |
| 2003  | KS Arkonia Szczecin                   |
| 2004  | KS Arkonia Szczecin                   |
| 2005  | KS Arkonia Szczecin                   |
| 2006  | ŁSTW Łódź                             |
| 2007  | ŁSTW Łódź                             |
| 2008  | KS Arkonia Szczecin                   |
| 2009  | UKPW 44 Warszawa                      |
| 2010  | GKPW 59 Gorzów Wlkp.                  |
| 2011  | GKPW 59 Gorzów Wlkp.                  |
| 2012  | UKS MOSM Bytom                        |
| 2013  | KS Arkonia Szczecin                   |
| 2014  | UKS MOSM Bytom                        |
| 2015  | UKPW Legia Warszawa                   |
| 2016  | WTS Polonia Bytom                     |
| 2017  | WTS Polonia Bytom                     |
| 2018  | WTS Polonia Bytom                     |
| 2019  | KS. Alfa Gorzów Wlkp.                 |
| 2020  | KS. Alfa Gorzów Wlkp.                 |
| 2021  | KSZO Ostrowiec Św.                    |
| 2022  | KSZO Ostrowiec Św.                    |
| 2023  | UKS "Syrena" Pałac Młodzieży Warszawa |
| 2024  | UKS "Syrena" Pałac Młodzieży Warszawa |
| 2025  | UKS "Syrena" Pałac Młodzieży Warszawa |

*brak danych z sezonów 1991-1992

## Statystyki[2]
| Liczba tytułów | Nazwa klubu                           | Lata triumfów                                                   |
| -------------- | ------------------------------------- | --------------------------------------------------------------- |
| 11             | Stilon Gorzów Wielkopolski            | 1973,1974, 1975, 1976, 1977, 1981, 1982, 1983, 1984, 1995, 1996 |
| 9              | Arkonia Szczecin                      | 1968, 1978, 1979, 1980, 2003, 2004, 2005, 2008, 2013            |
| 7              | Polonia Bytom                         | 1970, 1971, 2012, 2014, 2016, 2017, 2018                        |
| 6              | KSZO Ostrowiec Świętokrzyski          | 1985, 1986, 1993, 1994, 2021, 2022                              |
| 6              | MKP Słowianka Gorzów                  | 1997, 1998, 1999, 2000, 2001, 2002                              |
| 5              | Anilana Łódź                          | 1969, 1972, 1988, 1989. 1990                                    |
| 3              | UKS "Syrena" Pałac Młodzieży Warszawa | 2023, 2024, 2025                                                |
| 2              | Alfa Gorzów Wielkopolski              | 2019, 2020                                                      |
| 2              | GKPW-59 Gorzów Wielkopolski           | 2010, 2011                                                      |
| 2              | ŁSTW Łódź                             | 2006, 2007                                                      |
| 2              | UKPW Legia Warszawa                   | 2009, 2015                                                      |

## Statystyki osobowe[3]
Najlepsi strzelcy w poszczególnych sezonach
| sezon | imię i nazwisko                         | klub                                         | liczba bramek |
| ----- | --------------------------------------- | -------------------------------------------- | ------------- |
| 2001  | Artur Wróbel                            | Arkonia Szczecin                             | 71            |
| 2002  | Artur Wróbel                            | Arkonia Szczecin                             | 71            |
| 2003  | Robert Sekuła                           | Arkonia Szczecin                             | 58            |
| 2004  | Robert Sekuła                           | Arkonia Szczecin                             | 74            |
| 2005  | Robert Sekuła                           | Arkonia Szczecin                             | 27            |
| 2006  | Radosław Karaczko Michał Bar            | ŁSTW Łódź KSZO Ostrowiec Swiętokrzyski       | 36            |
| 2007  | Paweł Ulchurski                         | Arkonia Szczecin                             | 32            |
| 2008  | Michał Bar                              | KSZO Ostrowiec Świętokrzyski                 | 54            |
| 2009  | Paweł Ulchurski                         | Arkonia Szczecin                             | 52            |
| 2010  | Bartłomiej Troczyński Marcin Makles     | UKPW 44 Warszawa UKS MOSM Bytom              | 28            |
| 2011  | Bartosz Szymański                       | Arkonia Szczecin                             | 26            |
| 2012  | Jakub Goździak                          | GKPW 59 Gorzów Wielkopolski                  | 23            |
| 2013  | Bartosz Szymański Bartłomiej Kowalewski | Arkonia Szczecin GKPW 59 Gorzów Wielkopolski | 19            |
| 2014  | Robert Andrzejewski                     | UKS MOSM Bytom                               | 30            |
| 2015  | Andrzej Maciejewski Igor Piecuch        | Pałac Młodzieży Warszawa Legia Warszawa      | 35            |
| 2016  | Tomasz Durjasz                          | Legia Warszawa                               | 36            |
| 2017  | Patryk Cebo                             | WTS Polonia Bytom                            | 35            |
| 2018  | Rafał Nerlewski                         | Pałac Młodzieży Warszawa                     | 33            |
| 2019  | Aleksander Ozga                         | KSZO Ostrowiec Świętokrzyski                 | 89            |
| 2020  | Aleksander Ozga                         | KSZO Ostrowiec Świętokrzyski                 | 54            |
| 2021  | Norbert Rudny Maksymilian Krakowiak     | UKS Neptun Łódź KSZO Ostrowiec Świętokrzyski | 96            |
| 2022  | Jakub Błoch                             | Alfa Gorzów Wielkopolski                     | 73            |
| 2023  | Dmytro Hupalovsky                       | ŁSTW Łódź                                    | 51            |
| 2024  | Yahor Shulha                            | UKS Neptun Uniwersytet Łódzki                | 91            |
| 2025  | Herman Trostinskiy                      | UKS Syrena Pałac Młodzieży Warszawa          | 67            |